# Čechy na Letních olympijských hrách 1908

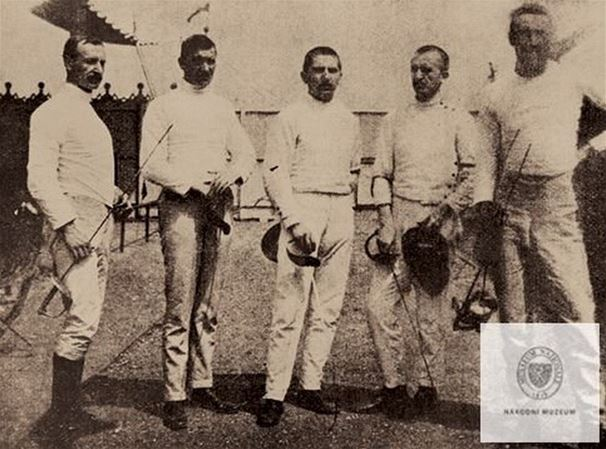
České šermířské družstvo na hrách v Londýně roku 1908

Čechy na olympijských hrách 1908 v Londýně reprezentovalo 19 mužů v 5 sportech. Byly to druhé olympijské hry, kterých se Čechy (České království v rámci Rakouska-Uherska) účastnily.

## Medaile
| Jméno                                                                                              | Disciplína           | Medaile |
| Vilém Goppold von Lobsdorf                                                                         | šerm, šavle          | bronz   |
| Vlastimil Lada-Sázavský, Vilém Goppold von Lobsdorf, Bedřich Schejbal, Jaroslav Tuček, Otakar Lada | šerm, šavle družstvo | bronz   |

## Sporty

### Atletika
| Jméno            | Disciplína        | Umístění                                  |
| Arnošt Nejedlý   | běh na 5 mil      | 3 místo v 6 semifinále , dále nepostoupil |
| Arnošt Nejedlý   | marathon          | čas 3:26:26.2, 18. místo                  |
| František Souček | hod diskem        | 12. - 42. místo                           |
| František Souček | hod oštěpem       | 11. - 33. místo                           |
| Miroslav Šustera | hod diskem        | 12. - 42. místo                           |
| Miroslav Šustera | hod řeckým diskem | 11. - 23. místo                           |

### Gymnastika
| Jméno            | Disciplína | Umístění  |
| Josef Čada       | víceboj    | 25. místo |
| Bohumil Honzátko | víceboj    | 36. místo |

### Šerm

#### Meč jednotlivci
| Jméno                           | Disciplína | Umístění                           |
| Otakar Lada                     | meč        | prohra v prvním kole (osmifinále)  |
| Vlastimil Lada-Sázavský         | meč        | prohra v druhém kole (čtvrtfinále) |
| Vilém Goppold von Lobsdorf      | meč        | prohra v druhém kole (čtvrtfinále) |
| Bedřich Schejbal                | meč        | prohra v prvním kole (osmifinále)  |
| František Šourek-Tuček[zdroj⁠?!] | meč        | prohra v prvním kole (osmifinále)  |
| Jaroslav Tuček                  | meč        | prohra v druhém kole (čtvrtfinále) |
| Vilém Tvrzský                   | meč        | prohra v druhém kole (čtvrtfinále) |

#### Šavle jednotlivci
| Jméno                      | Disciplína | Umístění                           |
| Otakar Lada                | šavle      | prohra v druhém kole (čtvrtfinále) |
| Vlastimil Lada-Sázavský    | šavle      | prohra v druhém kole (čtvrtfinále) |
| Vilém Goppold von Lobsdorf | šavle      | bronz                              |
| Bedřich Schejbal           | šavle      | prohra v druhém kole (čtvrtfinále) |
| František Šourek-Tuček     | šavle      | prohra v prvním kole (osmifinále)  |
| Jaroslav Tuček             | šavle      | prohra v prvním kole (osmifinále)  |
| Vilém Tvrzský              | šavle      | prohra v druhém kole (čtvrtfinále) |

#### Družstva
| Jméno                                                                                          | Disciplína     | Umístění                       |
| Otakar Lada Vlastimil Lada-Sázavský Vilém Goppold von Lobsdorf Vilém Tvrzský                   | meč družstvo   | prohra v prvním kole, 6. místo |
| Otakar Lada Vlastimil Lada-Sázavský Vilém Goppold von Lobsdorf Jaroslav Tuček Bedřich Schejbal | šavle družstvo | bronz                          |

### Tenis
| Jméno                       | Disciplína | Umístění                                     |
| Bohuslav Hykš               | dvouhra    | prohra ve třetím kole (osmifinále), 9. místo |
| David Slíva                 | dvouhra    | prohra ve třetím kole (osmifinále), 9. místo |
| Ladislav Žemla              | dvouhra    | prohra ve druhém kole, 16. místo             |
| Josef Gruss                 | dvouhra    | prohra v prvním kole, 26. místo              |
| Bohuslav Hykš , David Slíva | čtyřhra    | prohra ve druhém kole, 11. místo             |

### Zápas
| Jméno            | Disciplína                         | Umístění                                    |
| Karel Halík      | řecko-římský zápas, lehká váha     | prohra v prvním kole, 17. místo             |
| Jaromír Týfa     | řecko-římský zápas, střední váha   | prohra v druhém kole (osmifinále), 9. místo |
| Josef Jakoubek   | řecko-římský zápas, střední váha   | prohra v prvním kole, 17. místo             |
| Miroslav Šustera | řecko-římský zápas, polotěžká váha | prohra v prvním kole, 17. místo             |